# Nalles
Nalles (Nals) é uma comuna italiana da região do Trentino-Alto Ádige, província de Bolzano, com cerca de 1.600 habitantes. Estende-se por uma área de 12 km², tendo uma densidade populacional de 133 hab/km². Faz fronteira com Andriano, Appiano sulla Strada del Vino, Gargazzone, Senale-San Felice, Terlano, Tesimo.

## Demografia
| Variação demográfica do município entre 1861 e 2011                               |
|                                                                                   |
| Fonte: Istituto Nazionale di Statistica (ISTAT) - Elaboração gráfica da Wikipedia |